# The Monster
The Monster (englisch für „Das Monster“) ist ein Lied des US-amerikanischen Rappers Eminem, bei dem der Refrain von der Sängerin Rihanna gesungen wird. Der Song ist die vierte Singleauskopplung seines achten Studioalbums The Marshall Mathers LP 2 und wurde am 28. Oktober 2013 erstmals im US-Radio gespielt sowie am Tag darauf zum Download veröffentlicht. Am 18. November 2013 erschien die Single in Deutschland auch als CD.

## Inhalt
Eminem und Rihanna tragen den Song aus der Perspektive eines lyrischen Ichs vor. Das Lied handelt von den Schattenseiten, die ein Leben als Berühmtheit mit sich bringt, da man überall Aufsehen erregt und nur noch wenig Zeit für sich hat. Außerdem kann man davon ausgehen, dass die besungene Person unter einer paranoid-schizophrenen Psychose leidet, da sie Wahnvorstellungen von Monstern unter ihrem Bett hat und Stimmen in ihrem Kopf hört.
Im Refrain singt Rihanna, dass sie sich mit den Monstern unter ihrem Bett und den Stimmen in ihrem Kopf angefreundet hätte, womit der Trubel um ihre Person gemeint sein könnte. Viele denken, sie sei verrückt, doch man solle nicht versuchen, sie zu beschützen. Eminem rappt im ersten Vers, dass er zwar den Ruhm genießt, aber die Aufmerksamkeit lediglich auf seine Musik und nicht auf sein Privatleben richten wolle. Man habe als Person des öffentlichen Lebens jedoch keinen Einfluss darauf, über welche persönlichen Themen die Medien berichten. Er wolle in der Öffentlichkeit nicht immer im Mittelpunkt stehen und habe Schlafstörungen. Der zweite Vers handelt von dem Druck, der dadurch entsteht, dass der Ruhm schnell vorbei sein kann und man den Moment nutzen müsse, um den maximalen Erfolg zu erzielen. Eminem spricht mit seinen inneren Dämonen und meint, jemand müsse ihn vor diesen beschützen, da er eine Zwangsstörung habe und ständig über Rap nachdenken müsse. Im dritten Vers erzählt Eminem von dem Wunsch, sich irgendwann wie ein normaler Mensch, unerkannt in der Öffentlichkeit zu bewegen. Aber bis zu diesem Zeitpunkt müsse er weiter rappen. Seine Musik sei nicht dazu gedacht, alle Kinder zu schützen, sondern vielmehr, um Einzelnen zu helfen, die durch schwere Zeiten gehen. Er selbst wuchs unter schwierigen Verhältnissen auf, aber habe es zu einem unglaublichen Erfolg gebracht.

## Produktion
Der Beat des Liedes wurde von dem US-amerikanischen Produzent Frequency in Zusammenarbeit mit Aalias, der als Co-Produzent fungierte, produziert. Dabei verwendeten sie keine Samples von Songs anderer Künstler.

## Musikvideo
Das Ende November 2013 unter der Regie von Rich Lee in Detroit gedrehte Musikvideo feierte am 16. Dezember 2013 Premiere.
Eminem spielt darin einen Patienten, der sich in die Obhut einer Psychologin, die von Rihanna verkörpert wird, begibt. Rihanna spielt Eminem Sequenzen aus seinen früheren Musikvideos zu My Name Is, The Way I Am, Lose Yourself, Stan sowie 3 a.m. vor und analysiert dabei dessen Reaktionen. Anspielungen an diese Videos sind auch im weiteren Verlauf enthalten. Außerdem sieht man Eminem bei seinem gemeinsamen Auftritt mit Elton John und dem Song Stan bei den Grammy Awards 2001. Weitere Szenen zeigen ihn in einem Stahlkäfig rappend, aus dem es keinen Ausweg gibt. Am Ende des Videos fährt der Stahlkäfig auf das Dach des Gebäudes und Eminem öffnet die Gittertüren. Er steht nun seinem eigenen Ich gegenüber, das sich in einem anderen Käfig befindet und ihm ein Textblatt zuwirft. Eminem hebt den Zettel auf, dreht sich um und geht, während sein anderes Ich schreit.

## Single

### Covergestaltung
Das Singlecover ist sehr schlicht gehalten. Es zeigt die weißen Schriftzüge The Monster und Eminem ft. Rihanna auf schwarzem Hintergrund. Hinter dem Wort The befindet sich ein roter Blutfleck.

### Chartplatzierungen
The Monster stieg in der 46. Kalenderwoche des Jahres 2013 auf Platz 7 in die deutschen Charts ein, steigerte sich in der folgenden Woche auf die Höchstposition 3 und fiel anschließend auf Rang 5. Das Lied konnte sich 28 Wochen in den Top 100 halten, davon elf Wochen in den Top 10. In Großbritannien erreichte das Lied auf Anhieb die Chartspitze und auch in der Schweiz und in den USA stieg es bis auf Platz 1.
| ChartsChartplatzierungen       | Höchstplatzierung | Wochen |
| ------------------------------ | ----------------- | ------ |
| Deutschland (GfK)              | 3 (28 Wo.)        | 28     |
| Österreich (Ö3)                | 6 (21 Wo.)        | 21     |
| Schweiz (IFPI)                 | 1 (23 Wo.)        | 23     |
| Vereinigte Staaten (Billboard) | 1 (29 Wo.)        | 29     |
| Vereinigtes Königreich (OCC)   | 1 (25 Wo.)        | 25     |

| ChartsJahrescharts (2013)    | Platzierung |
| ---------------------------- | ----------- |
| Deutschland (GfK)            | 55          |
| Vereinigtes Königreich (OCC) | 26          |

| ChartsJahrescharts (2014)      | Platzierung |
| ------------------------------ | ----------- |
| Schweiz (IFPI)                 | 51          |
| Vereinigte Staaten (Billboard) | 16          |

### Auszeichnungen für Musikverkäufe
Im Jahr 2022 wurde The Monster für über acht Millionen Verkäufe in den Vereinigten Staaten mit einer achtfachen Platin-Schallplatte ausgezeichnet. Für mehr als 450.000 verkaufte Einheiten erhielt die Single in Deutschland im gleichen Jahr dreifach Gold.
Bei den Grammy Awards 2015 gewann The Monster die Auszeichnung in der Kategorie Best Rap/Sung Collaboration.

| Land/Region                  | Auszeichnungen für Musikverkäufe (Land/Region, Auszeichnung, Verkäufe) | Verkäufe   |
| ---------------------------- | ---------------------------------------------------------------------- | ---------- |
| Australien (ARIA)            | 11× Platin                                                             | 770.000    |
| Belgien (BRMA)               | Gold                                                                   | 15.000     |
| Brasilien (PMB)              | Diamant                                                                | 250.000    |
| Dänemark (IFPI)              | Gold                                                                   | 15.000     |
| Deutschland (BVMI)           | 3× Gold                                                                | 450.000    |
| Frankreich (SNEP)            | —                                                                      | 49.000     |
| Italien (FIMI)               | 3× Platin                                                              | 150.000    |
| Kanada (MC)                  | 2× Platin                                                              | 160.000    |
| Mexiko (AMPROFON)            | Platin                                                                 | 60.000     |
| Neuseeland (RMNZ)            | 4× Platin                                                              | 120.000    |
| Österreich (IFPI)            | Platin                                                                 | 30.000     |
| Portugal (AFP)               | Gold                                                                   | 5.000      |
| Schweden (IFPI)              | 5× Platin                                                              | 200.000    |
| Schweiz (IFPI)               | Platin                                                                 | 30.000     |
| Spanien (Promusicae)         | Platin                                                                 | 60.000     |
| Vereinigte Staaten (RIAA)    | 8× Platin                                                              | 8.000.000  |
| Vereinigtes Königreich (BPI) | 3× Platin                                                              | 1.800.000  |
| Insgesamt                    | 4× Gold · 41× Platin · 1× Diamant ·                                    | 12.164.000 |

Hauptartikel: Eminem/Auszeichnungen für Musikverkäufe